# 董开章
董开章（1909年—1998年），號天南居士，原籍浙江奉化，台湾银行家、书法家、画家。晚年自台湾移居上海，逝世于上海，享年九十岁。

## 生平
清宣统元年（1909年）生于浙江奉化县。1915年，入奉化小学念书。后赴寧波梅墟求精中學求学。高中就读于寧波甲商高級中學。毕业后，赴上海经商，任上海裕昌煤號秘書室習商事，协助“煤炭大王” 谢蘅牕经营。期间始自学书法国画，师从海派大家高振霄、赵叔孺、吴徵、王禹襄。后入上海「裕昌煤號」任職，旋自营煤炭商号。后任上海市商會秘書、祕書長。
1949年，移居台湾，出任台灣中國農民銀行董事会秘书，并在任上退休。工书画，在台湾发起成立「中國書法學會」，历任常務理事、總幹事、副秘書長、理事長。发起成立「台灣中華硬筆協會」。并是台湾台北書法研究會、台灣省硬筆書法學會、中華硬筆書法學會等多个书法学会的理事。20世纪六十年代，應中华民国教育部聘请，任書寫國家文書。并受台湾國家文化藝術基金會聘请，任書法類評省委員。
1997年，自台湾移居上海。2008年，在上海朵云轩办书画展。

## 个展
- 1978年，台湾國立歷史博物館个人书法展
- 1980年，香港大會堂書法個展
- 1984年，香港大會堂書法個展
- 1995年，台湾華視書法個展

## 荣誉
- 1980年，獲台湾中山學銜文化獎
- 1985年，获台湾第八屆資深優良文藝工作者獎
- 1985年，第十八届吴三连奖[1]

## 遗迹
- 今浙江奉化董开章故居[6]